# Lychnuchoides
Lychnuchoides is een geslacht van vlinders van de familie dikkopjes (Hesperiidae), uit de onderfamilie Hesperiinae.

## Soorten
- L. ozias (Hewitson, 1878)
- L. saptine (Godman & Salvin, 1879)